# لاکهید سی-۱۴۱ استارلیفتر
هواپیمای سی-۱۴۱ استارلیفتر یک هواپیمای ترابری نظامی راهبردی در حال خدمت برای فرماندهی تحرک هوایی (به انگلیسی:Air Mobility Command) نیروی هوایی ایالات متحده آمریکا بود. این هواپیما برای جایگزینی هواپیماهای باربری با موتور پیستونی نظیر داگلاس سی-۱۲۴ گلوبمستر ۲ ساخته شد، این هواپیما بر اساس الزامات سال ۱۹۶۰ طراحی و در سال ۱۹۶۳ نخستین پرواز خود را انجام داد، ساخت هواپیما برای تحویل ۲۸۵ فروند از پیش شرط شده در ۱۹۶۵ آغاز گردید، ۲۸۴ عدد برای نیروی هوایی و یک عدد جهت استفاده در دیدبانی هوایی برای سازمان ملی هوانوردی و فضایی آمریکا (ناسا) ساخته شد. این هواپیما برای حدود ۴۰ سال در حال خدمت رسانی باقی‌ماند تا اینکه آخرین فروند از آن در سال ۲۰۰۶ توسط نیروی هوایی ایالات متحده از خدمت خارج گردید و پس از آن با هواپیمای سی-۱۷ گلوبمستر ۳ جایگزین شد.

## طراحی و توسعه
در اوایل دهه ۱۹۶۰ میلادی خدمات حمل و نقل هوایی نظامی نیروی هوایی ایالات متحده بر تعداد قابل توجهی از هواپیماهای با نیروی رانشی پروانه‌ای برای جابه جایی‌های راهبردی متکی بود، این هواپیماها می‌بایست سریع تر از رده خارج می‌شدند و نیروی هوایی به مزیت‌های موتورهای جت نیاز داشت. نیروی هوایی در این فاصله ۴۸ فروند هواپیمای سی-۱۳۵ استراتولیفتر سفارش داد، سی-۱۳۵ هواپیمای کاربردی بود اما تنها درهای کناری برای بارگیری داشت و تجهیزات حجیم و بزرگ‌تر از اندازه در آن جای نمی‌شد، و به‌طور ویژه توسط ارتش آمریکا استفاده می‌شد.

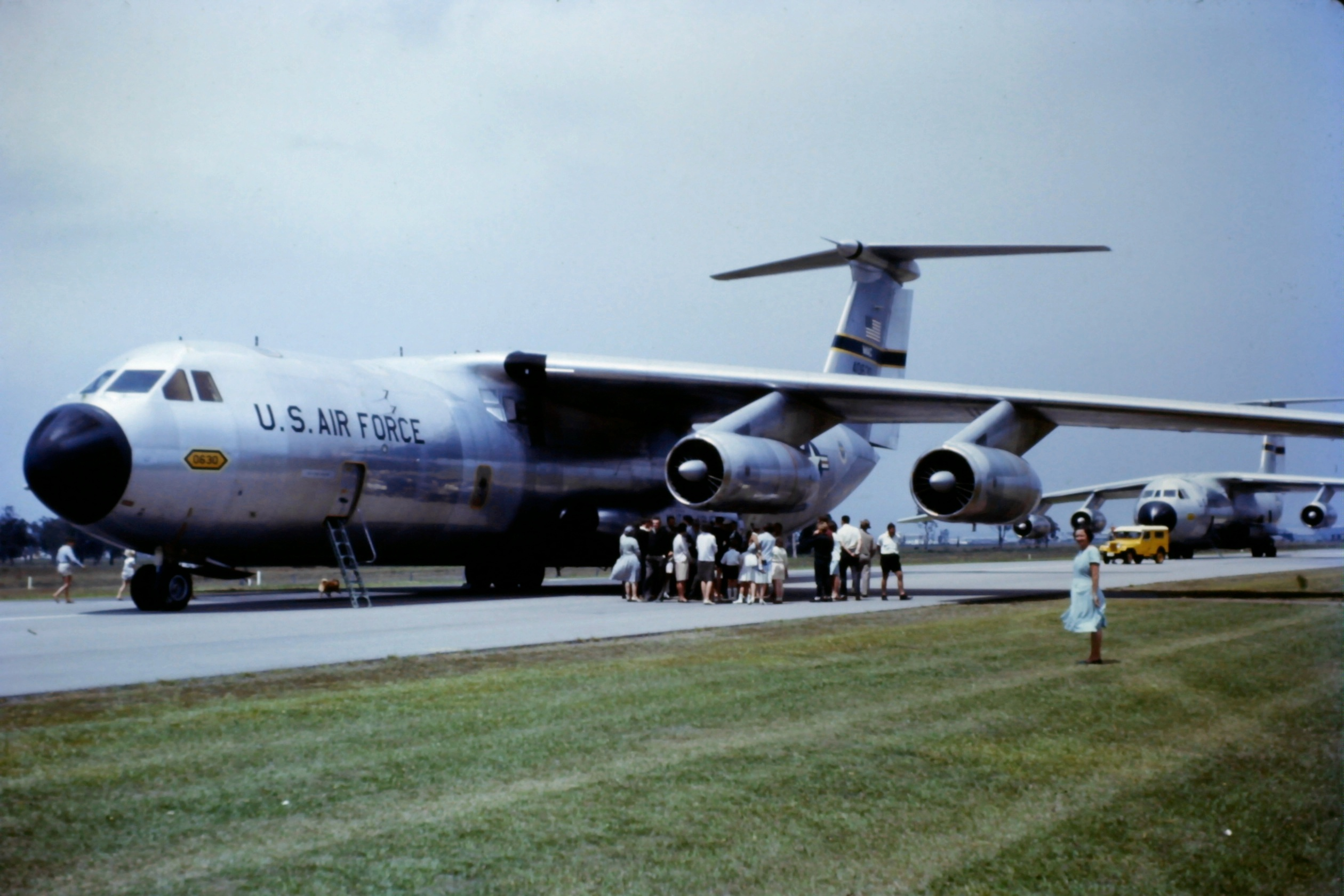
سی-۱۴۱ اولیه متعلق به شاخه ترابری هوایی ۴۳۶ام از فرماندهی ترابری هوایی نظامی در فرودگاه برایسبین استرالیا، برای بازدید رئیس جمهور لایندن بی. جوهانسون، ۲۲ اکتبر ۱۹۶۶

در بهار سال ۱۹۶۰ نیروی هوایی از پروژه نیاز عملیاتی خاص ۱۸۲ رونمایی کرد، نامی که برای هواپیمایی به کار می‌رفت که می‌بایست توانایی حمل هر دو تسلیحات راهبردی و تکنیکی را دارا می‌بود، از بعد راهبردی هواپیما توانایی حمل تسلیحاتی با شعاع عملیاتی حدود ۳٬۵۰۰ مایل دریایی (۴٬۰۰۰ مایل، ۶٬۵۰۰ کیلومتر) و وزن ۲۷٬۰۰۰ کیلوگرم (۶۰٬۰۰۰ پوند) را داشت، در نقش تاکتیکی نیز نیازمند این بود که هواپیما بتواند تدارکات را در ارتفاع کم رها کرده و به مقصد برساند و دسته چتربازها را در نبرد حمل کرده و رها کند، تعدادی از شرکت‌ها به پروژه نیاز عملیاتی خاص ۱۸۲ (SOR 182) پاسخ مثبت دادند، شامل بوئینگ، لاکهید و جنرال داینامیکس.]

لاکهید با یک طراحی یکتا به نیازها پاسخ داد، مدل ۳۰۰ لاکهید، نخستین جت بزرگ که از ابتدا برای حمل بار طراحی شد، مدل ۳۰۰ بال‌های پهناور با طراحی بال-بالا (بال‌های هواپیما به بالای بدنه هواپیما متصل می‌شوند) داشت که چهار موتور توربوفن تی اف ۳۳ هرکدام با نیرویی معادل ۲۷٬۰۰۰ پوند (lbf) در زیر بال‌ها نصب شده بودند. چیز مهمی که در آن دیده می‌شد این بود که کابین در ارتفاع ۱٬۲۷ متری (۵۰ اینچ) از سطح زمین قرار داشت که اجازه دسترسی آسان به کابین را از طریق درهای پشتی می‌داد. دو درب کناری عقب هواپیما طراحی شده بود تا دسته چتربازها از هواپیما پرش کنند (در اوت ۱۹۶۵ این مدل نخستین پرش چتربازها از یک هواپیمای با موتور جت را فراهم نمود). درهای باربری پشتی می‌توانستند برای پرتاب تجهیزات هوابرد در هنگام پرواز باز شوند. بال‌های کناری نصب شده، فضای داخلی برای نگه داشتن و حمل بار به اندازه ۳٬۰۵ متر (۱۰ فوت) عرض، ۲٬۷۴ متر (۹ فوت) ارتفاع و ۲۱٬۳۴ متر (۷۰ فوت) درازا را در اختیار می‌گذاشت. این اندازه استارلیفتر را برای حمل به عنوان مثال یک موشک بالستیک قاره پیمای کامل ال جی ام-۳۰ مینیتمن در نگه دارنده خود آماده می‌ساخت. هواپیما توانایی حمل حد بالای ۳۲٬۱۳۶ کیلوگرم (۷۰٬۸۴۷ پوند) در مسافت‌های کوتاه و تا ۴۱٬۷۳۰ کیلوگرم (۹۲٬۰۰۰ پوند) در نسخه‌ای که برای حمل موشک مینیتمن بدون حمل سایر تجهیزات پیکربندی شده بود را داشت. این هواپیما همچنین می‌توانست تعداد ۱۵۴ نیروی نظامی، ۱۲۳ چترباز یا ۸۰ بیمار در بستر را با خود حمل نماید.

نخستین قانون رسمی جان اف کندی (رئیس جمهور وقت ایالات متحده آمریکا) پس از مراسم تحلیف، دستور توسعه لاکهید ۳۰۰ در تاریخ ۱۳ مارس ۱۹۶۱، به همراه قراردادی برای طراحی سی-۱۴۱ شامل پنج هواپیما به منظور آزمایش و ارزیابی بود، نخستین چیز غیرعادی که در هواپیما به نظر می‌رسید این بود که هواپیما برای هر دو استاندارد مناسب برای پرواز نظامی و غیرنظامی طراحی شده بود. نمونه اولیه هواپیمای سی-۱۴۱ ای (C-141A) به شماره سریال ۲۷۷۵–۶۱ در یک رکورد زمانی سرهم‌بندی و ساخته شد، که در تاریخ ۲۲ اوت ۱۹۶۳ از کارخانه لاکهید در شهر ماریتا ایالت جورجیا بیرون آمد و نخستین پرواز خود را در تاریخ ۱۷ دسامبر همان سال و همزمان با ۶۰مین سالگرد نخستین پرواز برادران رایت انجام داد. پس از آن کارخانه لاکهید و نیروی هوایی برنامه آزمایش‌های عملیاتی و ساخت و تحویل ۲۸۴ فروند از این هواپیما در ابتدا برای واحدهای خدمات حمل و نقل هوایی نظامی (MATS) که بعدها به فرماندهی ترابری هوایی نظامی (MAC: Military Airlift Command) تغییر نام داد را در سال ۱۹۶۶ آغاز نمودند.

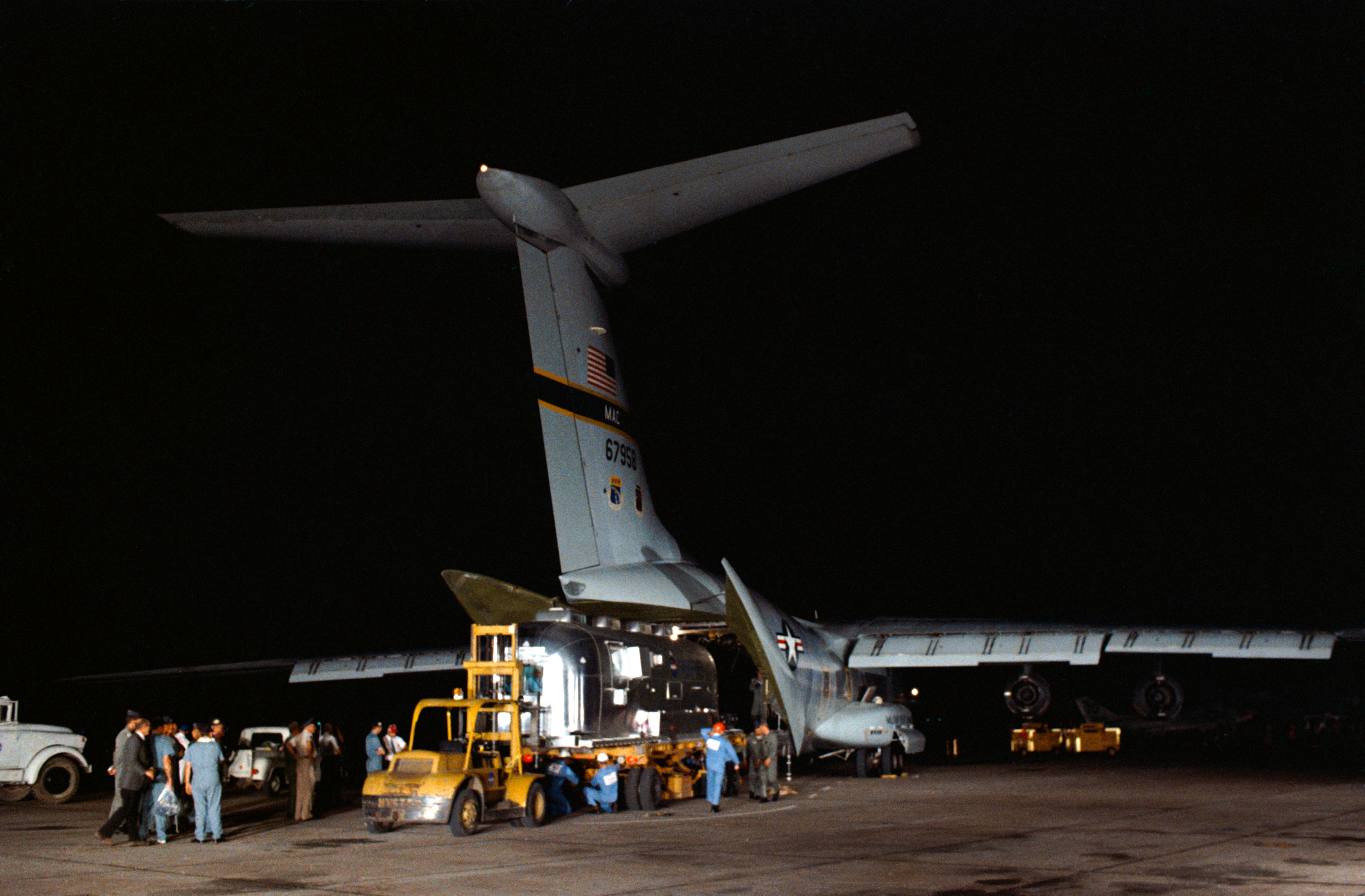
تجهیزات قرنطینه قابل حمل آپولو ۱۱ در حال خالی شدن از یک هواپیمای سی-۱۴۱ در پایگاه نیروی هوایی الینگتون، ۲۷ ژوئیه ۱۹۶۹

تلاش برای فروش هواپیما در بازار غیرنظامی تنها به سفارش مشروط و موقت تعداد چهار فروند از هواپیما برای خطوط هوایی اسلیک (Slick Airways) و فلاینگ تایگر لاین (Flying Tiger Line) منجر شد. این مدل‌ها باید کشیده تر می‌بودند، این کشیدگی به اندازه ۱۱٬۲۸ متر (۳۷ فوت) درازتر از یک سی-۱۴۱ اِی بود، و بانام تجاری ال-۳۰۰ سوپراستارلیفتر (L-300 SuperstarLifter) به فروش رسید. تغییرات دیگری نیز در هواپیما برای هرچه بیشتر تجاری تر شدن آن انجام شد. این توسعه پایدار نماند و تنها یک فروند از هواپیمای نمایشی غیر تجاری ساخته شد، عدم فروش تجاری هواپیما باعث شد تا لاکهید هواپیما را به ناسا اهدا کند.

## تاریخچه عملیاتی
نمونه اولیه پس از تولید یک برنامه آزمایش‌های پرفشار را آغاز نمود شامل تحویل نخستین هواپیما با شماره سریال ۸۰۳۷–۶۳ به گروه حمل و نقل هوایی ۱۷۰۷ام از خدمات حمل و نقل هوایی نظامی (MATS) در تاریخ ۱۹ اکتبر ۱۹۶۴ و در پایگاه نیروی هوایی تینکر واقع در شهر اوکلاهما سیتی، آزمایش‌ها ادامه پیدا کرد و در ۲۵ ژانویه ۱۹۶۵ گواهی نامه مجوز حمل و نقل هوایی فدرال برای هواپیما بدست آمد. نخستین تحویل به یک واحد عملیاتی به شماره سریال ۸۰۸۰–۶۳ در تاریخ ۲۳ آوریل ۱۹۶۵ به اسکادران حمل و نقل هوایی ۴۴ام، گروه حمل و نقل هوایی ۱۵۰۱، پایگاه نیروی هوایی تراویس واقع در کالیفرنیا اتفاق افتاد. اگرچه آزمایش عملیاتی ادامه پیدا کرد، به علت درگیری نظامی ایالات متحده در جنوب ویتنام، سی-۱۴۱ به زودی در پروازهای عملیاتی در منطقه عملیاتی به کار گرفته شد.

در ۸ ژانویه ۱۹۶۶، به دنبال انحلال خدمات حمل و نقل هوایی نظامی، همه هواپیماهای سی-۱۴۱ به فرماندهی ترابری هوایی نظامی منتقل شدند.

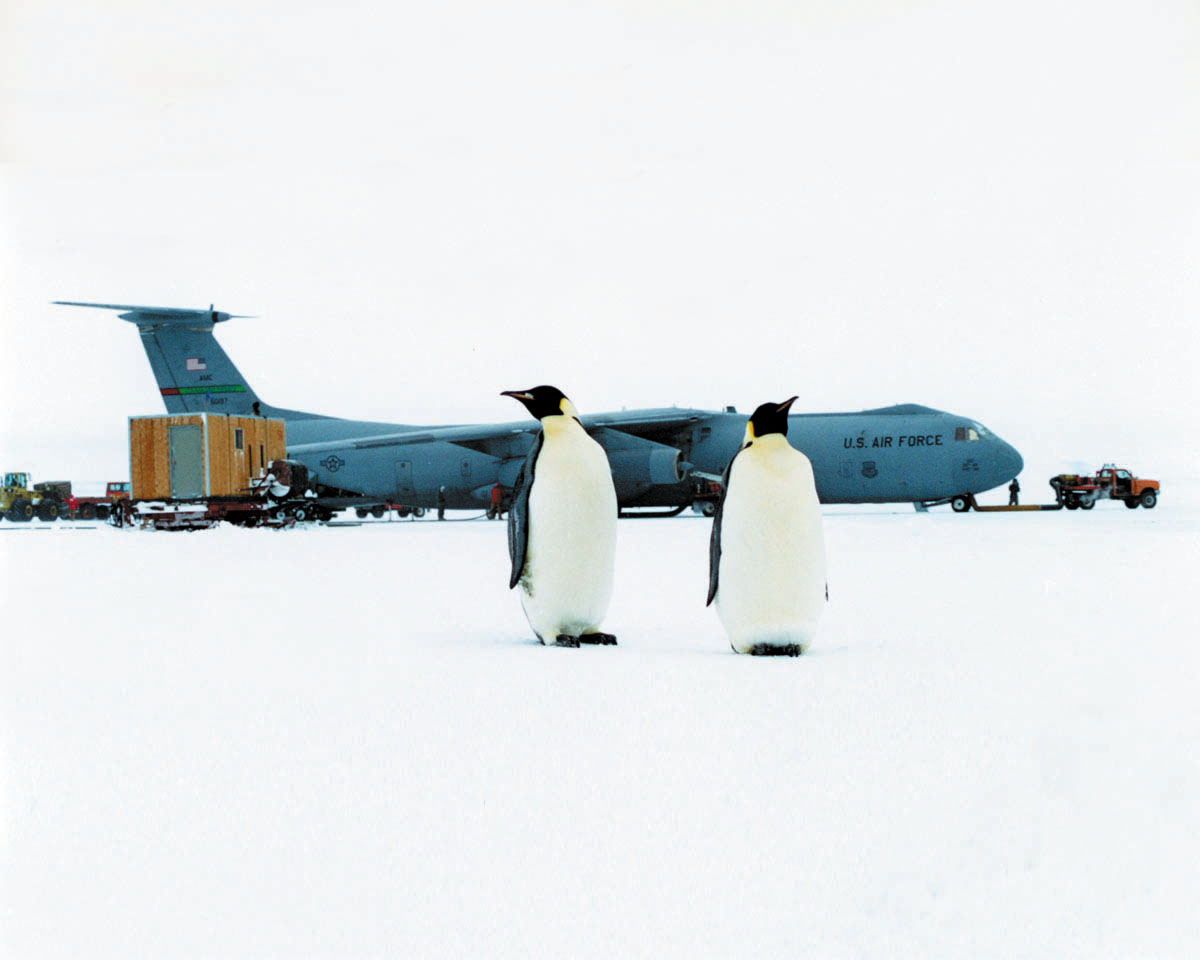
سی-۱۴۱ در حال همکاری در مأموریت یخبندان عمیق

نخستین پرواز استراتژیک ترابری در عملیات سپر صحرا پرواز یک هواپیمای سی-۱۴۱ فرماندهی ترابری هوایی نظامی از شاخه هوایی نظامی ۴۳۷ام از پایگاه نیروی هوایی چارلستون در کارولینای جنوبی و در تاریخ ۷ اوت ۱۹۹۰ انجام شد. سی-۱۴۱ ثابت کرد که یک هواپیمای ترابری پرقدرت در عملیات سپر صحرا یا عملیات طوفان صحرا است و در طول ۸٬۵۳۶ مأموریت ترابری، ۱۵۹٬۴۶۲ تن بار و ۹۳٬۱۲۶ مسافر را جابه‌جا نمود.

در ۱ جون ۱۹۹۲، به دنبال انحلال فرماندهی ترابری هوایی نظامی ایالات متحده، همه هواپیماهای سی-۱۴۱ و شاخه‌های (گروه‌های) ترابری هوایی که به آن‌ها اختصاص یافته بود به فرماندهی تازه تأسیس حمل و نقل هوایی (فرماندهی حمل و نقل هوایی ایالات متحده :AMD: Air Mobility Command) فرستاده شد. هواپیماهای سی-۱۴۱ متعلق به فرماندهی اندوخته نیروی هوایی ایالات متحده (AFRC: Air Force Reserve Command) و گارد ملی هوایی ایالات متحده (ANG: Air National Guard) و واحدهای آن‌ها نیز به فرماندهی حمل و نقل هوایی فرستاده شدند.

در ۱۶ سپتامبر ۲۰۰۴، سی-۱۴۱ در تمام وظایف خود در واحدهای نیروی هوایی ایالات متحده خارج شد و تنها وظایفش در واحدهای اندوخته نیروی هوایی و گارد ملی هوایی برای پاسخ دهی به باقی‌مانده مدت خدمات عملیاتی خود محدود شد. به همین ترتیب در ۲۵ سپتامبر ۲۰۰۵ تنها هشت هواپیمای سی-۱۴۱ همچنان در پرواز بود که همگی به شاخه ترابری هوایی ۴۴۵ام از اندوخته نیروی هوایی واقع در پایگاه هوایی رایت-پترسون متعلق بودند، در سال‌های ۲۰۰۵٬۲۰۰۴ و ۲۰۰۶ هواپیماهای سی-۱۴۱ متعلق به شاخه ترابری هوایی ۴۴۵ام بیشتر برای تخلیه اعضای مجروح در مأموریت‌هایی در عراق و افغانستان شرکت داشتند و هشت هواپیمای باقی‌مانده در سال ۲۰۰۶ به‌طور رسمی بازنشسته شدند.

در سال ۱۹۹۴، یکی از هواپیماها در پایگاه هوایی رایت-پترسون توسط خدمه آن به عنوان هانوی تاکسی (شماره سریال نیروی هوایی: ۰۱۷۷–۶۶) شناخته شد، نخستین هواپیمایی که در سال ۱۹۷۳ برای انجام عملیات بازگشت به خانه در روزهای پایانی جنگ ویتنام به منظور بازگرداندن اسیران جنگی ایالات متحده به خانه در شمال ویتنام فرود آمد.

در سال ۲۰۰۵، هانوی تاکسی و دیگر هواپیماها توسط نیروی هوایی سردسته هوایی عملیاتی انتخاب شدند که برای تخلیه کسانی که در جریان طوفان کاترینا پناهنده شده بودند در جریان بود، این هواپیما به همراه سایر هواپیماها در این عملیات‌ها هزاران نفر از جمله بیماران و آسیب دیدگان نیازمند خدمات پزشکی را جابه‌جا و تخلیه نمودند.

در ۵ می ۲۰۰۵ و در زمان اعلام بازنشستگی هشت فروند سی-۱۴۱ باقی‌مانده، هانوی تاکسی پروازهایی را آغاز نمود که در آن برای جانبازانی که برخی از آن‌ها از جمله اسیران جنگ ویتنام بودند که سوار بر این هواپیما به میهن بازگشته بودند را آغاز نمود تا برای آن‌ها فرصتی باشد برای تجربه دوباره پرواز با سی-۱۴۱ پیش از بازنشستگی رسمی این هواپیما.
در ۶ می ۲۰۰۶، هانوی تاکسی با هدایت سرهنگ جیمز اف. بلکمن (Col. James F. Blackman) و سرهنگ بنجامین جوهانسون (Col. Benjamin Johnson) برای آخرین بار به پرواز درآمد و در پایگاه نیروی هوایی رایت-پترسون به زمین نشت و با شرکت در مراسم رسمی بازنشستگی برای نمایش به موزه ملی نیروی هوایی ایالات متحده واقع در این پایگاه هوایی در نزدیکی دیتون تحویل داده شد.

## انواع
سی-۱۴۱ اِی

مدل اصلی هواپیمای استارلیفتر، سی-۱۴۱ اِی تعیین شده بود، که می‌توانست ۱۵۴ مسافر، ۱۲۳ چترباز یا هشتاد برانکارد برای مجروحان در کنار محل نشستن برای ۱۶ را حمل نماید، همه ۲۸۴ فروند از مدل اِی ساخته شدند، سی-۱۴۱ ای در آوریل ۱۹۶۵ وارد خدمت رسانی شد، خیلی زود مشخص شد که گنجایش حجمی هواپیما در مقایسه با گنجایش حمل بار تقریباً کم است، این هواپیما باید از فضای فیزیکی خود کم می‌کرد پیش از آن که به محدودیت وزنی خودش اشکال وارد شود، سی-۱۴۱ ای می‌توانست ده عدد تخته بار اصلی استاندارد ۴۳۶ ال را حمل نماید و ظرفیت کل حمل بار آن ۲۸٬۹۰۰ کیلوگرم بود. این هواپیما همچنین می‌توانست بارهای ویژه مانند موشک مینیتمن را جابه‌جا نماید.

ناسا لاکهید سی-۱۴۱ نمایشی را فراهم آورد که ال-۳۰۰ نام گرفت، هواپیمایی که برای خانه تلسکوپ رصدخانه هوابرد کویپر و پرواز در ارتفاعات بسیار زیاد بهبود یافته بود، این هواپیمای ان سی-۱۴۱ ای ناسا هم‌اکنون در مرکز پژوهش‌های آمس ناسا در میدان هوایی فدرال مافت واقع در ایالت کالیفرنیا نگهداری می‌شود.

سی-۱۴۱ بی

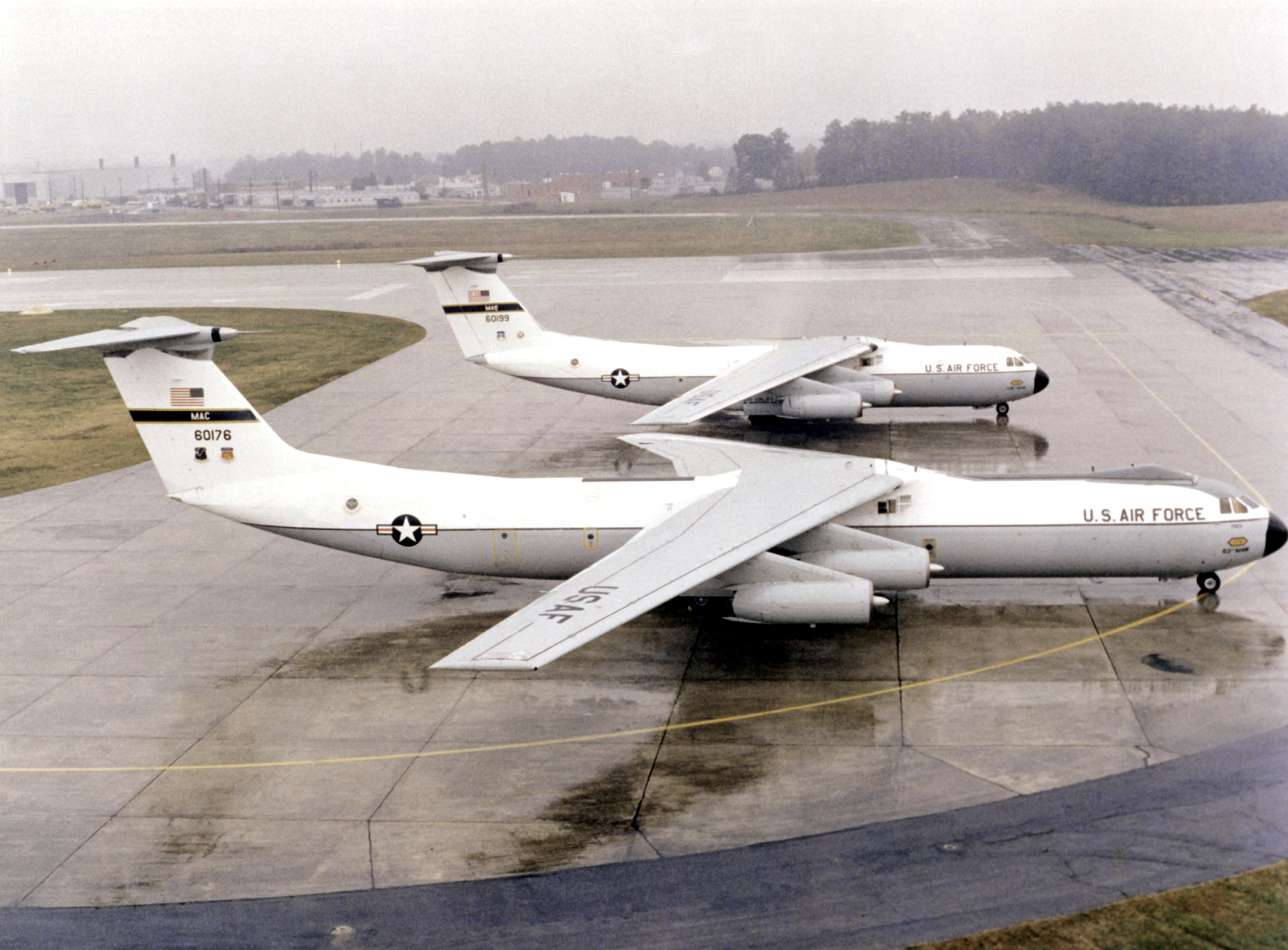
هواپیمای سی-۱۴۱ مدل بی کشیده تر جلوتر از یک سی-۱۴۱ مدل اِی

در هنگام خدمت رسانی، سی-۱۴۱ نشان داد که پیش از آن که پر و انباشته شود گنجایش حجمی آن پر می‌شد، بدین معنی که اغلب هواپیما گنجایش حمل وزن اضافه داشت که به هدر می‌رفت چراکه محل حمل بار پر بود. برای درست کردن اشکال دیده شده در مدل اصلی و بهره بردای از همه ظرفیت‌های سی-۱۴۱، همه ناوگان ۲۷۰ تایی در حال خدمت سی-۱۴۱ ای کشیده تر شدند و گنجایش حداکثر حجم بار مورد نیاز به آن‌ها اضافه شد. برنامه تبدیل بین سال‌های ۱۹۷۷ تا ۱۹۸۲ رخ داد و نخستین این هواپیماها در دسامبر ۱۹۷۹ تحویل داده شد. این هواپیمای بهبود یافته سی-۱۴۱بی نام گرفت. تخمین زده شده بود که برنامه کشیده تر شدن هواپیما و در شرایطی که گنجایش آن افزایش یافته بود باعث شود ۹۰ فروند از هواپیمای جدید خریداری شود. همچنین یک بوم مخزن برای سوخت‌گیری هوایی به هواپیما افزوده شد. بدنه هواپیما با افزودن دو بیرون زدگی پیش و پس از بال‌ها پهناور تر شده بود. در مجموع ۷٬۱۱ متر به طول بدنه افزوده شد و این اجازه را به هواپیما داد تا ۱۰۳ برانکارد برای مجروحان، ۱۳ تخته بار استاندارد، ۲۰۵ سرباز، ۱۶۸ چترباز و افزایش‌های معادل در سایر بارها را جابه‌جا نماید.

سول ۲

در سال ۱۹۹۴، همه ۱۳ فروند سی-۱۴۱بی با انجام اصلاحاتی به سول ۲ (ماموریت‌های ویژه سطح پایین ۲: Special Operations Low-Level II) تبدیل شدند، که به هواپیما توانایی پرواز در سطوح پایین به هنگام شب را می‌داد، تجهیزات ناوبری به آن افزوده شد و دفاع متقابل آن بهبود یافت. این هواپیما توسط فرماندهی حمل و نقل هوایی به همراه فرماندهی ماموریت‌های ویژه نیروی هوایی (AFSOC) مورد استفاده قرار گرفت.

سی-۱۴۱ سی

همه ۶۰ فروند سی-۱۴۱ در درازای دهه ۱۹۹۰ به پیکربندی مدل سی-۱۴۱سی بهبود پیدا کردند، در این مدل سیستم‌های ارتباطات و ناوبری هوایی بهبود برای به روز نگه داشتن هواپیما بهبود پیدا کرد، در این مدل همچنین برخی نمونه‌های نخست فناوری کابین خلبان شیشه‌ای وارد شده بود. همچنین برخی ابزارهای مکانیکی و الکترومکانیکی با معادل‌های الکترونیکی جایگزین شدند.

## برخوردها
تا سال ۲۰۰۴ میلادی، ۱۹ فروند سی-۱۴۱ در برخوردها از بین رفتند.

## مشخصات (سی-۱۴۱بی)
ویژگی‌های کلی
- خدمه: ۵ تا ۷ نفر: ۲ خلبان، ۲ مهندس پرواز، یک ناوبر، یک افسربارگیری (افسربارگیری دوم به صورت عادی استفاده می‌شد، در سال‌های بعد ناوبرها تنها در مأموریت‌های بارریزی حضور داشتند)
- درازا: ۵۱٬۳ متر (۱۴۸ فوت و ۴ اینچ)
- درازای بال: ۴۸٬۸ متر (۱۶۰ فوت و ۰ اینچ)
- بلندی: ۱۲ متر (۳۹ فوت و ۳ اینچ)
- مساحت بال: ۳۰۰ مترمربع (۳٬۲۲۸ فوت مربع)
- وزن خالی: ۶۵٬۵۴۲ کیلوگرم (۱۴۴٬۴۹۲ پوند)
- بیشترین وزن برای پرواژ: ۱۴۷٬۰۰۰ کیلوگرم (۳۴۲٬۱۰۰ پوند)
- نیروی رانشی: ۴ موتور توربوفن پرت اند ویتنی تی اف-۳۳-پی-۷ با قدرت ۲۰٬۲۵۰ پوند برای هرکدام

کارایی
- بیشترین سرعت: ۹۱۲ کیلومتر در ساعت (۵۶۷ مایل در ساعت)
- برد پرواز: ۴٬۷۲۳ کیلومتر (۲٬۹۳۵ مایل)
- بیشترین برد پرواز: ۹٬۸۸۰ کیلومتر (۶٬۱۴۰ مایل)
- سقف پرواز: ۱۲٬۵۰۰ متر (۴۱٬۰۰ فوت)
- سرعت اوج‌گیری: ۱۳٬۲ متر بر ثانیه (۲٬۶۰۰ فوت بر دقیقه)
- بارگیری بال: ۴۹۰ کیلوگرم بر مترمربع (۱۰۰٬۱ پوند بر فوت مربع)
- نسبت نیرو به وزن: ۰٬۲۵